# OFK Vršac
Der OFK Vršac  (offiziell auf Serbisch: Омладински фудбалски клуб Вршац – ОФК Вршац, Omladinski fudbalski klub Vršac – OFK Vršac) ist ein serbischer Fußballverein aus Vršac. Der Klub wurde 2007 gegründet und spielt seit der Saison 2022/23 in der Prva Liga, der zweithöchsten Spielklasse im serbischen Fußball.

## Geschichte
Der Klub wurde am 2. April 2007 unter dem Namen OFK Vršac United gegründet. Am 12. Dezember 2017 benennt sich der Klub in OFK Vršac um. In der Saison 2021/22 belegte man in der Srpska Liga Vojvodina (3. Liga) den ersten Platz, womit man den Aufstieg in die 2. Liga, bzw. in die Prva Liga schaffte.